# Rożnów (województwo opolskie)
Rożnów (niem. Rosen) – wieś w Polsce położona w województwie opolskim, w powiecie kluczborskim, w gminie Wołczyn.
W latach 1975–1998 miejscowość położona była w województwie opolskim. 1 stycznia 2003 dotychczasowy przysiółek Rożnów Dolny został zlikwidowany jako osobna miejscowość i wszedł w skład wsi Rożnów.

## Historia
Od 1774 r. wieś Rożnów Dolny posiadała pieczęć gminną, na której wizerunku przedstawiono  u stóp wzgórza po lewej stronie wyrastające z murawy trzy róże, natomiast wieś Rożnów Górny krzew róży wyrastający z murawy, pojedynczy kwiat na szczycie krzewu.

## Zabytki
Do wojewódzkiego rejestru zabytków wpisane są:
- kościół ewangelicki pod wezwaniem św. Trójcy, obecnie rzymskokatolicki fil. pw. św. Apostołów Piotra i Pawła. Wzmiankowany w 1376 r. W 1530 r. przejęty przez protestantów. Obecny drewniany z 1788 r. odnowiony w 1930 r. Od 1945 r. katolicki. Usytuowany w kręgu starych drzew. Orientowany. Drewniany, konstrukcji zrębowej na podmurowaniu kamiennym, z wieżą konstrukcji słupowej. Prezbiterium zamknięte trójbocznie z zakrystią od pn. Szersza nawa prostokątna z kwadratową wieżą od zach. Wnętrze nakryte stropami płaskimi z fasetą. W tęczy belka fazowa. Chór muzyczny wsparty na czterech profilowanych słupach z zastrzałami, o parapecie wklęsłowypukłej. Przy pn. ścianie nawy nadwieszona empora. Wejścia zamknięte półkoliście, w nich drzwi klepkowe ze starymi okuciami i antabami. Okna zamknięte łukiem spłaszczonym. Na zewnątrz nieszalowany. Wydatny gzyms koronujący profilowany. Dachy siodłowe kryte gontem. Wieża o ścianach szalowanych, nakryta hełmem baniastym z latarnią, podbita gontem. Ołtarz główny tryptyk gotycki, koniec XV w., odnowiony w 1913 r.; rzeźbiony z malowanymi rewersami skrzydeł i predellą. w części środkowej Matka Boska z Dzieciątkiem w otoczeniu św. bpa (Mikołaja?) i św. Michała Archanioła, na skrzydłach śś. Piotr i Katarzyna, Jan Ewangelista i Helena, Apolonia i Paweł, Barbara i Bartłomiej, na rewersach skrzydeł Zwiastowanie, na predelli popiersia śś. Hieronima, Jana Jałmużnika, Antoniego i Jana Chrzciciela. Organy i ambona rokokowa. Chrzcielnica o dekoracji akantowej z około 1700 r. Anioł chrzcielny barokowy z XVIII w. Epitafium drewniane ludowe z 1718 r. Pająk mosiężny sześcioramienny z XVIII w. Cztery lichtarz cynowe z XVIII w.Dwie ławy o tradycjach renesansowych z XVII w. Krzesło z początku XVIII w. Kartusz herbowy barokowy z XVIII w. Dzwon z 1523 r. z napisem majuskułowym, wypisany z księgi rejestru[potrzebny przypis]
- grobowiec „piramida” rodzin Eben i Mohring, obok kościoła filialnego, z 1780 r., zaprojektowana i zbudowana przez Carla Gottharda Langhansa[10].
- zespół dworski, z poł. XIX r.:
  - dwór z połowy XIX w. Neogotycki, murowany, otynkowany, prostokątny. Fryz maswerkowy i szczyty schodkowe ze sterczynami. W elewacji bocznej wieża zwieńczona sterczynami. W jednym z pomieszczeń skrzynia płasko rzeźbiona z 1782 r. Oficyna dworska z około połowy XIX w. Murowana, otynkowana. Piętrowa, prostokątna, dwutraktowa z wejściem w dłuższym boku. Czteroosiowa. Dach naczółkowy z lukarną, kryty dachówką
  - park.